# Trudla Malinkowa

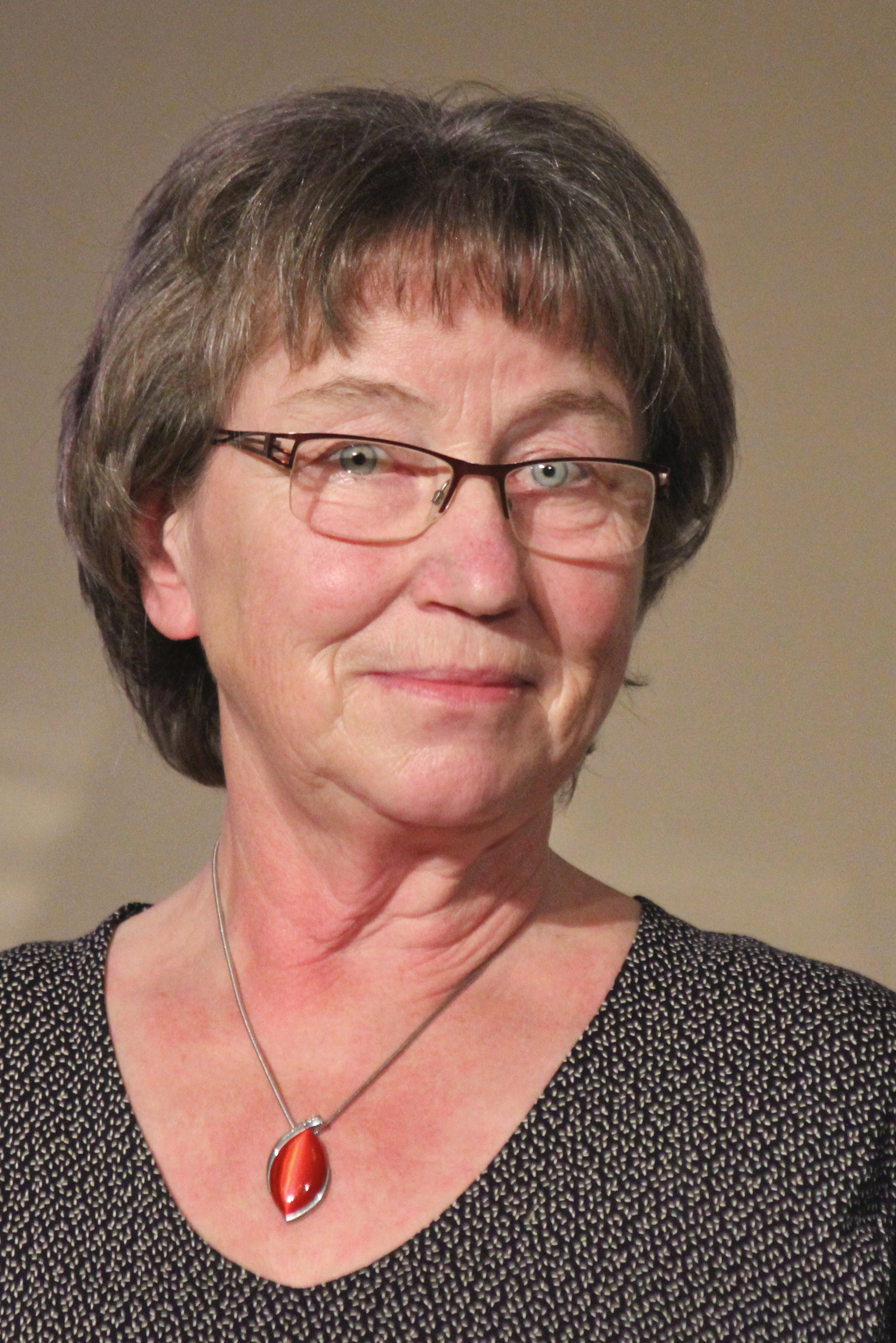
Trudla Malinkowa, 2021

Trudla Malinkowa (deutsch Gertrud Mahling; * 21. Februar 1955 in Quoos als Trudla Grofic, deutsch Gertrud Graf) ist eine sorbische Kulturwissenschaftlerin und Historikerin mit dem Forschungsschwerpunkt sorbischer Geschichte und Kultur.

## Leben und Wirken
Malinkowa absolvierte eine Ausbildung zur Verlagsbuchhändlerin sowie ein Studium der Zahnmedizin an der Karl-Marx-Universität Leipzig. Von 1992 bis 1995 und erneut von 2000 bis 2020 war sie als wissenschaftliche Mitarbeiterin des Sorbischen Instituts in Bautzen tätig. Im Rahmen ihrer Forschung widmete sich Malinkowa vor allem Denkmälern der sorbischen Kulturgeschichte und der Geschichte sorbischen Lebens. Sie forschte zur Auswanderung der Sorben nach Übersee und zu sorbischen Persönlichkeiten wie Jan Kilian und Marja Kubašec. Im Rahmen ihrer Arbeit für das Sorbische Institut hat sie dabei einen Bestand von 1.800 Denkmälern hinterlassen erschlossen, welcher von (Grab-)Steinen oder Skulpturen, über Inschriften auf Häusern, bis hin zu erhaltenen Tüchern eine große Bandbreite umfasst. Von 1991 bis 1995 sowie von 2008 bis 2023 war sie Vorsitzende der Sektion Geschichte der Maćica Serbska, zudem leitet sie seit 2001 den Denkmalausschuss der wissenschaftlichen Gesellschaft der Sorben. Seit 2000 ist sie zudem als verantwortliche Redakteurin der Pomhaj Bóh tätig.
Malinkowa ist mit dem sorbischen Pfarrer Jan Malink verheiratet, mit dem sie fünf Kinder hat. Für seine Verdienste auf dem Gebiet der sorbischen Kulturgeschichte erhielt das Ehepaar 2021 den Ćišinski-Preis. In der Begründung hieß es, dass das Ehepaar wesentlich dazu beigetragen habe, dass dunkle Stellen der sorbischen Geschichte beleuchtet wurden. So sei ihnen ein maßgeblicher Anteil an den neuen Erkenntnissen zur Bewertung politischer, kultureller und kirchlicher Ereignisse der Sorben und in der Lausitz zuzuschreiben.
Zu den Kindern gehören: Marko Malink (* 1980), Professor an der New York University, Madlena Mahling (* 1981), Beauftragte für Angelegenheiten der Sorben, Lubina Malinkowa (* 1982), Theologin und Historikerin und Jadwiga Malinkowa (* 1983), Pfarrerin in der deutsch-sorbischen Kirchgemeinde Schleife.

## Schriften (Auswahl)
- Ufer der Hoffnung: Sorbische Auswanderer nach Übersee. Domowina-Verlag, Bautzen 1995, ISBN 978-3-7420-1634-8.
- Der alte Friedhof in Rohne: Eine Dokumentation. Lusatia Verlag, Bautzen 2011, ISBN 978-3-936758-72-6.
- Jan Kilian (1811–1884): Pastor, Poet, Emigrant. Domowina-Verlag, Bautzen 2011, ISBN 978-3-7420-2273-8.
- Marja Kubašec – Maria Kubasch: Ein Lebensbild. Domowina-Verlag, Bautzen 2014, ISBN 978-3-7420-2291-2.
- Sorbische Denkmale: Handbuch sorbischer Gedenk- und Erinnerungsstätten. Domowina-Verlag, Bautzen 2022, ISBN 978-3-7420-2647-7.